# Nariño (ort i Antioquia, lat 5,61, long -75,18)
Nariño är en ort i Colombia.   Den ligger i departementet Antioquía, i den centrala delen av landet, 160 km nordväst om huvudstaden Bogotá. Nariño ligger 1 656 meter över havet och antalet invånare är 3 186.
Terrängen runt Nariño är kuperad åt sydost, men åt nordväst är den bergig. Runt Nariño är det ganska glesbefolkat, med 48 invånare per kvadratkilometer. Närmaste större samhälle är Sonsón, 18,6 km nordväst om Nariño. I omgivningarna runt Nariño växer i huvudsak städsegrön lövskog.